# Xavier Forneret

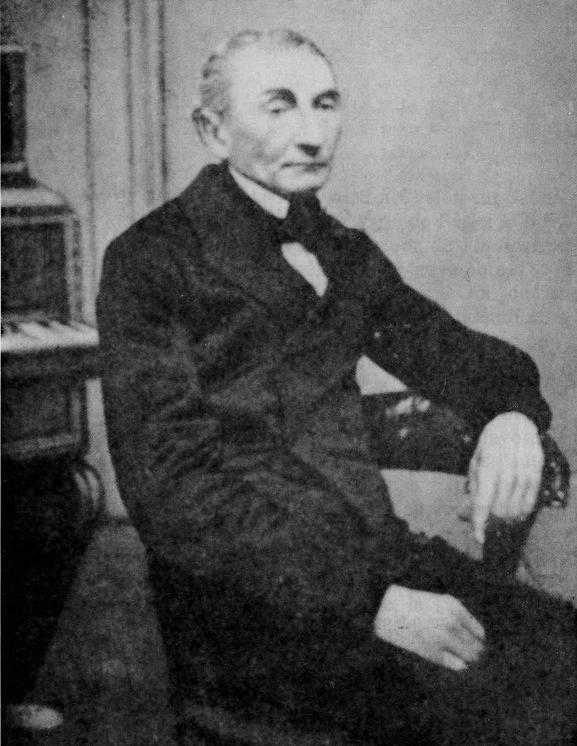
Xavier Forneret (1880)

Xavier Forneret (* 16. August 1809 in Beaune; † 7. Juli 1884 ebenda) war ein französischer Schriftsteller.

## Leben und Werk
Xavier Forneret war ein begüterter Exzentriker und Provokateur, der ab 1834 Theaterstücke veröffentlichte und von 1838 bis 1845 Poesie und Prosa. Dann betätigte er sich bis 1855 als Musikkritiker, kehrte aber 1855 mit dem Drama Mère et fille zum Theater zurück. Fornerets Besonderheiten waren schwarzer Humor und Hohn (dérision) sowie sprachliche und metrische Gags. Er wurde 1859 von Charles Monselet gewürdigt und 1937 von André Breton wiederentdeckt. Die Forschung, die sich ihm seit 1970 intensiv zuwandte, fand in ihm einen Vorläufer von Lautréamont, Rimbaud, der Surrealisten und von Oulipo. Einer der Grands Prix de l’humour noir trägt (seit 1954) seinen Namen.

## Werke (moderne Ausgaben)
- Œuvres.(1952). Slatkine, Genf 1980. (Vorwort von André Breton. Einführung von Willy-Paul Romain)
- Le diamant de l’herbe. Paris 1955. GLM, Paris 1974. Bibliophiles de France, Paris 1990 (Vorwort von André Breton).
  - (deutsch) Der Grasdiamant. Plasma, Berlin 1988. (übersetzt von Diedrich Ausprunk)
- Contes et récits. Hrsg. Jacques Remi Dahan. J. Corti, Paris 1993.
- Écrits complets. Hrsg. Bernadette Blandin. 2 Bde. Les Presses du réel, Dijon 2013.
  - I. 1834–1876. Théâtre, poésie, musique. (Deux destinées. Vingt-trois, trente-cinq. L’homme noir. Mère et fille. Vapeurs. À mon fils naturel. Lignes rimées. Ombres de poésie. La fleur des champs. La musette. La pluie)
  - II. 1836–1880. Aphorismes, contes et récits, roman, vie quotidienne.
- Caressa. Le diamant de l’herbe. Voyage d’agrément de Beaune à Autun. Éditions Jalon, Marly 2021.